# جواو لوبيز
جواو لوبيز هو لاعب كرة قدم برازيلي في مركز حراسة المرمى، ولد في 16 يناير 1996 في ريو دي جانيرو في البرازيل. لعب مع جمعية بورتوغيزا الرياضية.